# 克什特姆核廢料爆炸事故
克什特姆核廢料爆炸事故（羅馬化：Kyshtymskaya avariya）是指1957年9月29日發生在苏联車里雅賓斯克州克什特姆生產核子武器用途的鈽工廠與核燃料再處理工廠的一場重大核子事故。該核廢料處理廠儲存了大量核廢料在地下鋼筋混凝土的鋼結構容器中，一個裝有80公頓核廢料的容器，因為周圍冷卻系統故障，放射線能量迅速加熱核廢料，導致核廢料容器爆炸，上方160公頓的混凝土被炸開，該事故造成克什特姆城鎮三分之二人口暴露在輻射線汙染中，有一萬人撤離家鄉，這起核子事故散發的幅射線熱粒子汙染土地面積達五萬兩千平方公里，共有二十七萬人受影響，至少200人死於核輻射導致的癌症，附近30座城市也因此滅村在地圖上消失。
前蘇聯政府在1957年事發當下對此事故保密，以東烏拉爾山自然保留區名義封鎖，直到1990年才對外公布事件的嚴重程度。依照外洩的核輻射劑量與影響的人口數量被評為國際原子能事故等級（INES）第6級，使其成为有记录以来第三严重的核事故，仅次于福岛第一核电站事故和切尔诺贝利核事故（二者都在INES第7级）。

## 背景
1945年4月9日，苏联政府通过了一项关于在车里雅宾斯克地区建造用于生产原子弹的第817号工厂的法令。1948年6月，欧亚大陆的第一个工业核反应堆 A-1 达到其设计容量。1949年1月，用于分离和加工钚的放射化学装置启动。1949年2月，用于生产核装药的化学和冶金装置启动。 后来，该企业还生产用于其他用途的电离辐射源和核电站的核燃料。自 2003 年以来，该企业被重新设计为俄罗斯裂变材料储存设施 （RCDM），用于处理和储存放射性废物。自1949年以来，将生产中的中低水平技术液体放射性废物的计划和紧急排放到开放水体中。例如，在1949年至1951年，排放到 Techa 河中，严重污染了它。 随着关于辐射危险的知识和经验的积累，部分液体废物开始不是倒入河流，而是倒入内流的卡拉恰伊湖，随后由于大规模辐射污染的威胁而被封存（1973 年至 2015 年进行了保护）。 此外，由于不完善的空气净化技术，在距离马亚克生产协会70 公里的半径内检测到含有碘-131和惰性气体的放射性同位素（特别是氩-41）的气体和气溶胶排放到大气中。高水平放射性废物储存在企业的特殊地点的封闭专用罐中。
爆炸发生在其中一个建于 1950 年代的用于储存高水平放射性废物的储罐中。储罐的建造是在总机械师阿尔卡季·亚历山德罗维奇·卡祖托夫（俄语：Аркадия Александровича Казутова）（1914-1994 年）的监督下进行的，当时马亚克建筑的总工程师是瓦西里·安德烈耶维奇·萨普里金。储罐本身是混凝土夹套中的不锈钢圆柱体。
建造该储存设施的技术如下：在直径约18-20米、 10-12米的坑中，加固固定在底部和墙壁上，以频繁的台阶浇筑混凝土;结果，混凝土墙的厚度约为一米。之后，垃圾箱本身通过与单独的不锈钢抽屉焊接组装在内部。在顶部，一个圆顶建在径向金属桁架上，这些金属桁架连接到一个中心直径达1.5米的金属圆柱体上。在这些桁架上方，一个约一米厚的盖子用最高等级的混凝土浇筑。在结构顶部浇筑了一层两米厚的泥土。 然后，为了伪装，铺设了绿色的草皮。在建造时，这种结构的强度是毋庸置疑的。而根据其他消息来源，放射性废物储存设施是一个埋在地下的混凝土结构，有两排圆柱形储水箱，由不锈钢制成，高6米，外径9米，壁厚13毫米；总共有20个水箱，每个水箱的设计容量为300m3。 每个水箱位于一个直径为9米、深度为7.4米、侧壁厚度为0.8-1.2米的独立混凝土峡谷中，上盖为钢筋混凝土板0.8米厚，重160吨，撒有1-1.5米的土壤。建筑群有循环水冷却、通风、控制和测量充填水平、冷却水和温度的设备
1957年4月21日，位于Mayak核设施，由于若干原因，在一个过滤接收容器中意外积聚了大量铀沉淀物。一名女操作员意外接受了大量的辐射，全身剂量为3,000—4,600 rad（30—46 Gy），并于12天后死亡。其余10人受到的辐射为100—300 rad（1.0—3.0 Gy），罹患急性辐射综合症并康复。

## 過程
蘇聯在車裡雅賓斯克州奧焦爾斯克建造提鍊鈾和鈽的工廠，取用湖水冷卻反應爐，產生的核廢料就簡單地裝在鋼筒埋在八公尺深的地底。
在1957年9月29日，因液體核廢料桶的冷卻系統失效，冷却水输送变得不足，放射性衰变导致温度升高，随后水完全蒸发，硝酸盐沉积物被加热到330℃–350℃，第14号罐子当地时间1957年9月29日下午4点20分發生爆炸，爆炸当量为70吨TNT。储罐中所含废物的活度约为7.4 ×1020Bq。大约90%的总活度集中在爆炸现场附近（距离不到5公里），主要以粗颗粒的形式存在。爆炸产生了放射性羽流，该羽流扩散到大气中。大约2×106 Ci（7.4×1016 Bq） 被风（东北偏北方向，风速为5-10 m/s）分散，并导致沿羽流路径处存在放射性痕迹。幸运的是，在此之前大多数銫-137已经被提取或自然衰变了（因为核废料被储存了将近1年）。
| 放射性核素      | 对总活动的贡献，% |
| --------------- | ----------------- |
| 鍶-90+钇-90     | 5.4               |
| 锆-95与铌-95    | 24.8              |
| 钌-106与铌-106  | 3.7               |
| 铯-144与鐠-144  | 65.8              |
| 铯-137与钡-137m | 0.35              |
| 锶-89           | 痕量              |
| 鉕-147          | 痕量              |
| 铕-155          | 痕量              |
| 钚-239          | 0.002             |
| 参考资料：      |                   |

## 后续

### 附近影响
核尘埃随风飘散到东北方向，对于锶污染密度为0.1 Ci（3.7×109 Bq）/km2（全球沉降物水平的两倍）的区域最大长度达到 300km对于2 Ci（7.4×1010 Bq）/km2的锶污染密度达到105km宽度为8-9km。在初始阶段，在锶污染密度为1 Ci（3.7×1010 Bq）/km2的区域，剂量率约为0.15R/h.由于短半衰期核素的放射性衰变，事故区域的污染水平和伽马剂量率在云迹形成后的最初几年内迅速下降，随后辐射情况完全由锶-90的存在及其放射性衰变速率决定。
1957年9月30日夜间，测得距离爆炸现场100 m处，暴露率为0.1 R/s（空气中的吸收剂量率为 3.2 Gy/h），在距离爆炸现场2-3 km的马雅克生产联合体为 1 mR/s（32 mGy/h），而在事故现场下风向12-20 km处为100-300μR/s（3.2-9.6 mGy/h）；奥焦尔斯克（马雅克生产联合体公共汽车的公交站，以及包括商店和食堂在内的公共场所）的污染水平比背景水平高出 60-1100 倍，而伽马辐射剂量率增加了 20-40 倍。
由于天气与短半衰期的放射性元素，大约约50%和90%的总综合剂量分别在事故发生后的3个月和12个月内积累，辐射下降的很快。
根据一项1997年的俄罗斯-乌克兰-丹麦联合研究，EURT的锶-90放射性活度为0.2 PBq（5.4 kCi），铯-137为72 TBq（1,900 Ci），对当地居民的健康影响依旧存在。

#### 外辐射
21427名居住在东乌拉尔放射性痕迹区的成员最大外辐射剂量值达到胃0.6 Gy（60 rad），骨髓1.9 Gy（190 rad）。居民的平均值很低，约为胃28 mGy（2.8 rad），骨髓78 mGy（7.8 rad）。
对马雅克生产联合体进行清理的工人的职业暴露的允许剂量为每年0.15 Sv（或每班0.2 mSv），因此根据8-10 mSv的单次允许剂量批准进行清理活动。1957年和1958年期间，清理工人的最大剂量为0.6-1.2 Sv。

#### 内辐射
饮食中最重要的贡献者是谷物和谷物制品、乳制品和马铃薯。牛奶主要由于为污染土壤→草（牛草）→牛奶而受到污染，锶-90 + 钇-90对牛奶总活度的贡献超过80%.
1957-1980年期间以 kBq 估计的放射性核素总摄入量为：锶-90为32.8kBq；铈144-49.4kBq；锆95为4.4kBq；铈95为7.8kBq；铌106为3.1kBq和铯-137为0.8kBq。对于爆炸后前两周疏散的污染最严重的定居点，摄入量明显更高：锶-90为50kBq；铈-144为6040kBq；钌-106为340kBq；锌-95为1690kBq；铌-95为2870kBq；铯-137为32kBq。

### 政府措施
苏联政府疏散了核素污染区内的民众，对农业用地的某些部分进行净化，监测农产品中的污染水平，并下架活性水平超过公认标准的农产品，对受污染土地的利用施加的限制并对农业和林业重组，建立专门的国营农场和林业企业，按照根据事故制定的特别建议运营。不幸的是，这些措施没有及时或适当地采取。
蘇聯在爆炸發生後撤離至少22個村莊、約10,000人。從1968年開始，前蘇聯將當地設為東烏拉爾山自然保留區，禁止任何人員進出。
| 村莊           | 人口  | 撤離時間 （天数） | 影響輻射量 (mSv) |
| -------------- | ----- | ----------------- | ---------------- |
| Berdyanish     | 421   | 7–17              | 520              |
| Satlykovo      | 219   | 7–14              | 520              |
| Galikayevo     | 329   | 7–14              | 520              |
| Rus. Karabolka | 458   | 250               | 440              |
| Alabuga        | 486   | 255               | 120              |
| Yugo-Konevo    | 2,045 | 250               | 120              |
| Gorny          | 472   | 250               | 120              |
| Igish          | 223   | 250               | 120              |
| Troshkovo      | 81    | 250               | 120              |
| Boyovka        | 573   | 330               | 40               |
| Melnikovo      | 183   | 330               | 40               |
| Fadino         | 266   | 330               | 40               |
| Gusevo         | 331   | 330               | 40               |
| Mal. Shaburovo | 75    | 330               | 40               |
| Skorinovo      | 170   | 330               | 40               |
| Bryukhanovo    | 89    | 330               | 40               |
| Krivosheino    | 372   | 670               | 40               |
| Kozhakul       | 631   | 670               | 40               |
| Tygish         | 441   | 670               | 40               |
| Chetyrkino     | 278   | 670               | 42               |
| Klyukino       | 346   | 670               | 40               |
| Kirpichiki     | 160   | 7–14              | 5                |

1958 年初，建立了具有限制性制度（禁止居住和经济活动）的卫生保护区（锶-90大于2—4 Ci（74—148 GBq）/km2的等值线），面积约为700km2；当地食品，人类尸体和环境样本的长期监测并组织了对人类的体检。然而，某些工人依旧在此进行农牧活动，尽管其收到警察的监管。。1960-1961年，对200 ha（2.0 km2）的土地进行了深耕，然而，由于放射性物质仅在EURT头部（1957-1958）存在，所以深耕未能消除放射性物质。根据标准，每个人每年从事物摄入的放射性活度应小于5 × 104Bq，大致相当于成人1.5 mSv与幼儿4 mSv范围内的年有效剂量。

### 健康影响
对人体的体检发现，被撤离的人中未出现有症状的急性辐射综合征。然而，相对于未暴露人群，暴露人群中26％的人血小板、白细胞和中性粒细胞数量的较估计值较低，并在2-3年内恢复。
在暴露剂量最高的婴幼儿组中观察到传染病发病率增加，但这也有可能是长年的避难生活所致；他们罹患的最多的是營養不良和代谢紊乱，最常见的死因为肺炎等传染病。
由于只有6％的人承受了100mGy的辐射，与对照组相比，仅有27例癌症与该事故有关。人群的超額死亡相对风险为 0.057/100 mGy，与切尔诺比利核事故与日本原子弹爆炸类似。
然而，所有的研究均缺乏对马雅克生产联合体的工人的研究。

## 现状
在1957年事故之前，大部分废物被倾倒到捷恰河中，这严重污染了它以及穆斯柳莫沃村等数十个河边村庄的居民，他们依赖这条河作为他们唯一的饮用水、洗涤和沐浴水来源。1957年事故后，向捷恰河倾倒垃圾的行为正式停止，但废料被留在工厂附近方便的浅水湖中，其中7个已被正式确定。特别令人担忧的是离核电站最近的卡拉恰伊湖（现在臭名昭著的“地球上污染最严重的地方”），几十年来，大约 4.4×1018Bq的高放射性液体废物（占切尔诺贝利释放的总放射性的75-90%）被倾倒并集中在45 ha（0.45 km2）的浅湖中。

## 书籍
- Аклеев А. В., Подтёсов Г. Н. и др.  2-е изд., испр. и доп. Челябинск: Южно-Уральское книжное издательство. 2006 . ISBN 5-7688-0954-6 （俄语）.
- Алексахин Р. М., Булдаков Л. А., Губанов В. А., Дрожко Е. Г., Ильин Л. А., Крышев И. И., Линге И. И., Романов Г. Н., Савкин М. Н., Сауров М. М., Тихомиров Ф. А., Холина Ю. Б. . М. Под общей редакцией Ильина Л. А., Губанова В. А. 2001. ISBN 5-86656-113-1 （俄语）.
- Tabak, Faruk. . Routledge. 2015  [2016-08-09]. ISBN 978-1317263968. Lake Karachay, a shallow pond about 45 hectares in area.
- В.Г.Толстиков.  (PDF) (报告). （原始内容 (PDF)存档于2013-10-02） （俄语）.
- B.V. Nikipelov, G.N. Romanov, L.A. Buldakov, M.S. Babaev, Yu.B. Kholina and E.I. Mikerin.  (PDF). International Atomic Energy Agency INFORMATION CIRCULAR (报告) （英语）.
- Akleyev, AV; Krestinina, LY; Degteva, MO; Tolstykh, EI. . Journal of radiological protection : official journal of the Society for Radiological Protection. 2017-09, 37 (3): R19–R42. PMID 28703713. S2CID 3412812. doi:10.1088/1361-6498/aa7f8d  （英语）.
- Batorshin, GS; Mokrov, YG. . Journal of radiological protection : official journal of the Society for Radiological Protection. 2018-03, 38 (1): R1–R12. PMID 29176073. doi:10.1088/1361-6498/aa9cf9 （英语）.